# Olloudius
Olloudius, auch Olludius und Ollioules, ist der Name eines keltischen Gottes, der nach der Interpretatio Romana mit Mars gleichgesetzt wurde.

## Fundorte und Etymologie
Der Name Olloudius ist auf zwei Weiheinschriften aus den Cotswolds bei Custom Shrubs in Gloucestershire (England) und einer aus Antibes, dem griechisch/römischen Antipolis in der Provinz Gallia Narbonensis (Département Alpes-Maritimes, Frankreich) zu finden. In Antibes wird der Name Ollioules geschrieben, es handelt sich offenkundig um die gleiche Gottheit.
Eine Plastik des Gottes wurde in den Cotswolds aufgefunden, er wird mit kleinem Kopf und übergroßem Körper dargestellt, in den Händen hält er eine Servierplatte und ein doppeltes Füllhorn, die Weiheinschrift nennt ihn Mars Olludius. Er trägt dennoch keine kriegerischen Attribute und ist statt einer Rüstung mit Mütze und Mantel bekleidet. Auf einer zweiten ebendort gefundenen Plastik, offenkundig vom gleichen Bildhauer gefertigt, ist Mars (ohne Beinamen) diesmal mit Schild, Speer und Schwert gerüstet, allerdings wiederum mit einem Füllhorn dargestellt.
Eine Deutung des Beinamens Olloudius durch Rudolf Thurneysen als „Großer, mächtiger Baum“ im Zusammenhang mit dem Heiligen Hain (nemeton) ist unsicher. Ein Zusammenhang mit dem keltischen alauda (Haubenlerche) wurde früher ebenfalls vermutet (legio alaudarum).